# Mala Cikava
Mala Cikava – wieś w Słowenii, w gminie miejskiej Novo mesto. W 2018 roku liczyła 109 mieszkańców. 